# Йозеф Гільгерс
Йозеф Гільгерс (нім. Josef Hilgers; 1 лютого 1889, Альтенкірхен — 6 листопада 1960, Кассель) — німецький офіцер, дипломований інженер, генерал-лейтенант люфтваффе. Кавалер Німецького хреста в сріблі.

## Біографія
1 вересня 1912 року вступив в 11-й залізничний батальйон. В 1913/14 роках навчався у військовому училищі Меца. З 1 серпня 1914 року — командир взводу 11-ї резервної медичної роти. 10 вересня 1914 року потрапив у французький полон, проте вже 6 жовтня зміг втекти. В 1916 році — командир 11-го мостового поїзда. З червня 1916 по січень 1917 року пройшов курс авіаційного спостерігача, після чого був призначений спостерігачем 292-го льотного дивізіону. 2 липня 1917 року поранений. Після одужання з грудня 1917 по червень 1918 року пройшов підготовку в льотному училищі Падерборна. З червня 1918 року — офіцер зв'язку з авіацією на Західному фронті.
З грудня 1918 року — пілот льотного поста при головнокомандуванні сухопутних військ на авіабазі Падерборна і Готи. З 1 грудня 1919 року — офіцер транспортної колони 11-ї бригади рейхсверу, з 16 травня 1920 року — роти 1-го транспортного батальйону. З 1 грудня 1921 року — інструктор зі спорядження та матеріальів транспортних курсів 6-го транспортного батальйону. З 1 жовтня 1923 по 31 березня 1928 року навчався у Вищому технічному училищі Ганновера. З 1 квітня 1928 року — авіаційний референт управління озброєнь сухопутних військ Імперського військового міністерства. З 1 квітня 1929 року — командир ескадрону 2-го транспортного батальйону. З 1 липня 1932 року — консультант управління озброєнь сухопутних військ Імперського військового міністерства. 1 квітня 1933 року відряджений в Імперський комісаріат авіації, потім — в Імперське міністерство авіації. 1 вересня 1933 року зарахований в люфтваффе і призначений керівником групи інспекції авіаційного спорядження ІМА. З 1 лютого 1934 року — інспектор авіаційного спорядження ІМА. З 1 березня 1936 року — командир групи бомбардувальної ескадри «Бельке», з 1 квітня 1936 року — 2-ї групи 154-ї бомбардувальної ескадри. З 1 жовтня 1937 року — офіцер зв'язку ВПС при управлінн озброєнь сухопутних військ.
З 1 лютого 1939 року — командир 12-го навчального авіаполку і комендант авіабази Гандорф в Мюнстері. З 11 листопада 1939 року — начальник штабу авіаційного спорядження «Схід». З 7 березня 1940 року — командир (потім — вищий командир) авіаційних училищ зв'язку в Берліні. 6 травня 1945 року взятий в полон американськими військами. 28 лютого 1947 року звільнений.

## Звання
- Фанен-юнкер (1 вересня 1912)
- Фенріх (13 червня 1913)
- Лейтенант (27 січня 1914)
- Оберлейтенант (20 травня 1917)
- Ротмістр (1 лютого 1925)
- Майор (1 вересня 1933)
- Оберстлейтенант (1 березня 1936)
- Оберст (1 червня 1938)
- Генерал-майор (1 квітня 1941)
- Генерал-лейтенант (1 квітня 1943)

## Нагороди
- Залізний хрест 2-го і 1-го класу
- Нагрудний знак пілота-спостерігача (Пруссія)
- Медаль «За відвагу» (Гессен)
- Нагрудний знак «За поранення» в чорному
- Почесний хрест ветерана війни з мечами
- Медаль «За вислугу років у Вермахті» 4-го, 3-го, 2-го і 1-го класу (25 років)
- Хрест Воєнних заслуг 2-го і 1-го класу з мечами
- Німецький хрест в сріблі (8 серпня 1944)